# Boomi
Boomi är en ort i Australien. Den ligger i kommunen Moree Plains och delstaten New South Wales, i den sydöstra delen av landet, omkring 590 kilometer norr om delstatshuvudstaden Sydney. Antalet invånare är 243.
Trakten runt Boomi är nära nog obefolkad, med mindre än två invånare per kvadratkilometer..
Omgivningarna runt Boomi är i huvudsak ett öppet busklandskap. Genomsnittlig årsnederbörd är 631 millimeter. Den regnigaste månaden är januari, med i genomsnitt 140 mm nederbörd, och den torraste är oktober, med 12 mm nederbörd.